# Vi sitter i Ventrilo och spelar DotA
Vi sitter i Ventrilo och spelar DotA (schwed., dt. Wir sitzen im Ventrilo und spielen DotA) ist ein Lied des schwedischen Musikers Basshunter, welches auf seinem ersten Studioalbum LOL <(^^,)> erschienen ist. Das Lied wurde am 13. September 2006 veröffentlicht. Es handelt davon, dass der Sänger sich in einem Ventrilo-Gespräch befindet und die Warcraft-3-Funmap DotA spielt.

## Musikalisches
Das Lied ist musikalisch dem Genre der Elektronischen Tanzmusik zuzuordnen.

## Musikvideo
Beim im August 2006 erfolgten Dreh des ersten Musikvideos führten Carl-Johan Westregård und Kim Parrot Regie. Das Video wurde in Malmö aufgenommen.
Im Oktober 2007 wurde das Lied erneut auf dem Album Now You’re Gone – The Album veröffentlicht. Dazu wurde ein zweites neues Musikvideo aufgenommen.

## Entstehung
In einem Ventrilogespräch mit seinen Freunden spielte Basshunter DotA und hörte gleichzeitig Musik. Die Musik, die er hörte, wurde zufällig aus einer großen Wiedergabeliste ausgewählt. Unter anderem lief in einer hitzigen Phase des Spiels der Song Daddy DJ von Daddy DJ. Er fing an, den Song mit seinen eigenen Texten zu singen. Nachdem die Runde beendet war, verabschiedete sich Basshunter und schrieb den Text für den Song nieder.
Dass Vi sitter i Ventrilo och spelar DotA eine Coverversion von Daddy DJ ist, versteckte er nicht. Das Plattenlabel zeigte sich mit der Nutzung einverstanden.

## Veröffentlichung
| #  | Version                                               | Länge |
| -- | ----------------------------------------------------- | ----- |
| 1. | Vi sitter i Ventrilo och spelar DotA (Single Version) | 3:22  |
| 2. | Vi sitter i Ventrilo och spelar DotA (Club Mix)       | 5:43  |

## DotA

### Geschichte
Das Lied DotA wurde am 5. Oktober 2007 veröffentlicht. Beim Musikvideo führte Luna Square Regie.

### CD-Single
| #  | Version                   | Länge |
| -- | ------------------------- | ----- |
| 1. | DotA (New Single Version) | 2:58  |
| 2. | DotA (Asshunter Remix)    | 5:49  |

### CD-Maxi-Single
| #  | Version                          | Länge |
| -- | -------------------------------- | ----- |
| 1. | DotA (New Single Version)        | 2:58  |
| 2. | DotA (Radio Edit)                | 3:22  |
| 3. | DotA (PJ Harmony Saturday Remix) | 5:08  |
| 4. | DotA (Asshunter Remix)           | 5:49  |
| 5. | DotA (Extended Version)          | 7:45  |
| 6. | Boten Anna (German Version)      | 3:26  |

## Kommerzieller Erfolg

### Chartplatzierungen
| ChartsChartplatzierungen | Höchstplatzierung | Wochen |
| ------------------------ | ----------------- | ------ |
| Deutschland (GfK)        | 33 (9 Wo.)        | 9      |
| Österreich (Ö3)          | 18 (18 Wo.)       | 18     |
| Schweden (GLF)           | 6 (20 Wo.)        | 20     |

| ChartsJahrescharts (2006) | Platzierung |
| ------------------------- | ----------- |
| Schweden (GLF)            | 16          |

### Auszeichnungen für Musikverkäufe
| Land/Region     | Auszeichnungen für Musikverkäufe (Land/Region, Auszeichnung, Verkäufe) | Verkäufe |
| --------------- | ---------------------------------------------------------------------- | -------- |
| Dänemark (IFPI) | Gold                                                                   | 4.000    |
| Insgesamt       | 1× Gold ·                                                              | 4.000    |

## Trivia
2018 bekam der Song erneut Aufmerksamkeit. In Bait-and-Switch Memes wurde der Song scherzhaft unter eine Tanzeinlage von Ricardo Milos geschnitten. Die Tanzeinlage mit Musik ohne Verwendung des genannten Switchmemes hat mehr als 27.000.000 Aufrufe.